# Graphiphora grandis
Graphiphora grandis là một loài bướm đêm trong họ Noctuidae.